# Bundesstraße 215
De Bundesstraße 215 (ook wel B215) is een bundesstraße in Duitsland die loopt door de deelstaat Nedersaksen.
De B215 begint bij Harrienstedt Petershagen), verder via de steden Stolzenau, Nienburg en Verden, om te eindigen in Rotenburg. De B215 is ongeveer 96 kilometer lang.

## Routebeschrijving
De B215 begint op een kruising met de B61 bij het gehucht Kreuzkrug bij Harriensteds en loopt via Stolzenau waar de B441 aansluit,De weg loopt via Leese  en Landesbergen naar Nienburg waar ze samenloopt met de B6 en de B214 Rohrsen waar ze de B209 kruist, Eystrup, Dörverden en Verden, waarna ze bij afrit Verden-Nord de A27 kruist en in Rotenburg (Wümme) komt waar op een kruising B440 aansluit.  De B215 sluit vervolgens in het noorden van Rotenburg bij afrit Rotenburg (Wümme)-Nord aan op de B71/B75 de noordelijke rondweg van Rotenburg.

## Trivia
De B215 loopt deels parallel aan de rivier de Wezer.
B1 · B3 · B3n · B4 · B5 · B6 · B6n · B27 · B51 · B61 · B64 · B65 · B68 · B69 · B70 · B71 · B72 · B73 · B74 · B74n · B75 · B79 · B80 · B82 · B83 · B188 · B190n · B191 · B195 · B207 · B209 · B210 · B211 · B212 · B213 · B214 · B215 · B216 · B217 · B218 · B238 · B239 · B240 · B241 · B242 · B243 · B243a · B244 · B245a · B247 · B248 · B322 · B401 · B402 · B403 · B404 · B408 · B431 · B433 · B434 · B435 · B436 · B437 · B438 · B439 · B440 · B441 · B442 · B443 · B444 · B445 · B446 · B447 · B461 · B475 · B482 · B490 · B493 · B494 · B495 · B496 · B497 · B524 · B530